# Фердинанд (Ајдахо)
Фердинанд (енгл. Ferdinand) град је у америчкој савезној држави Ајдахо.

## Демографија
По попису из 2010. године број становника је 159, што је 14 (9,7%) становника више него 2000. године.
| Група             | 2000.       | 2010.       |
| Белци             | 143 (98,6%) | 145 (91,2%) |
| Афроамериканци    | 0 (0,0%)    | 0 (0,0%)    |
| Азијати           | 0 (0,0%)    | 1 (0,6%)    |
| Хиспаноамериканци | 0 (0,0%)    | 6 (3,8%)    |
| Укупно            | 145         | 159         |